# Erchembodone di Thérouanne
Erchembodone, in francese: Saint'Erkembode (Irlanda, ... – Thérouanne, 12 aprile 742), è stato un vescovo irlandese.
Era detto «il santo che fa camminare» e fu monaco a Saint-Omer (Passo di Calais) verso la fine del VII secolo-inizio dell'VIII.

## Biografia
Erchembodone era di origine irlandese e nel 723 fu proclamato a furor di popolo abate di San Bertino a Saint-Omer e vescovo di Thérouanne. Egli fu il quarto successore di san Bertino e del vescovo sant'Omer. La diocesi di Thérouanne era enorme: andava da Ypres fino alla valle della Somme.

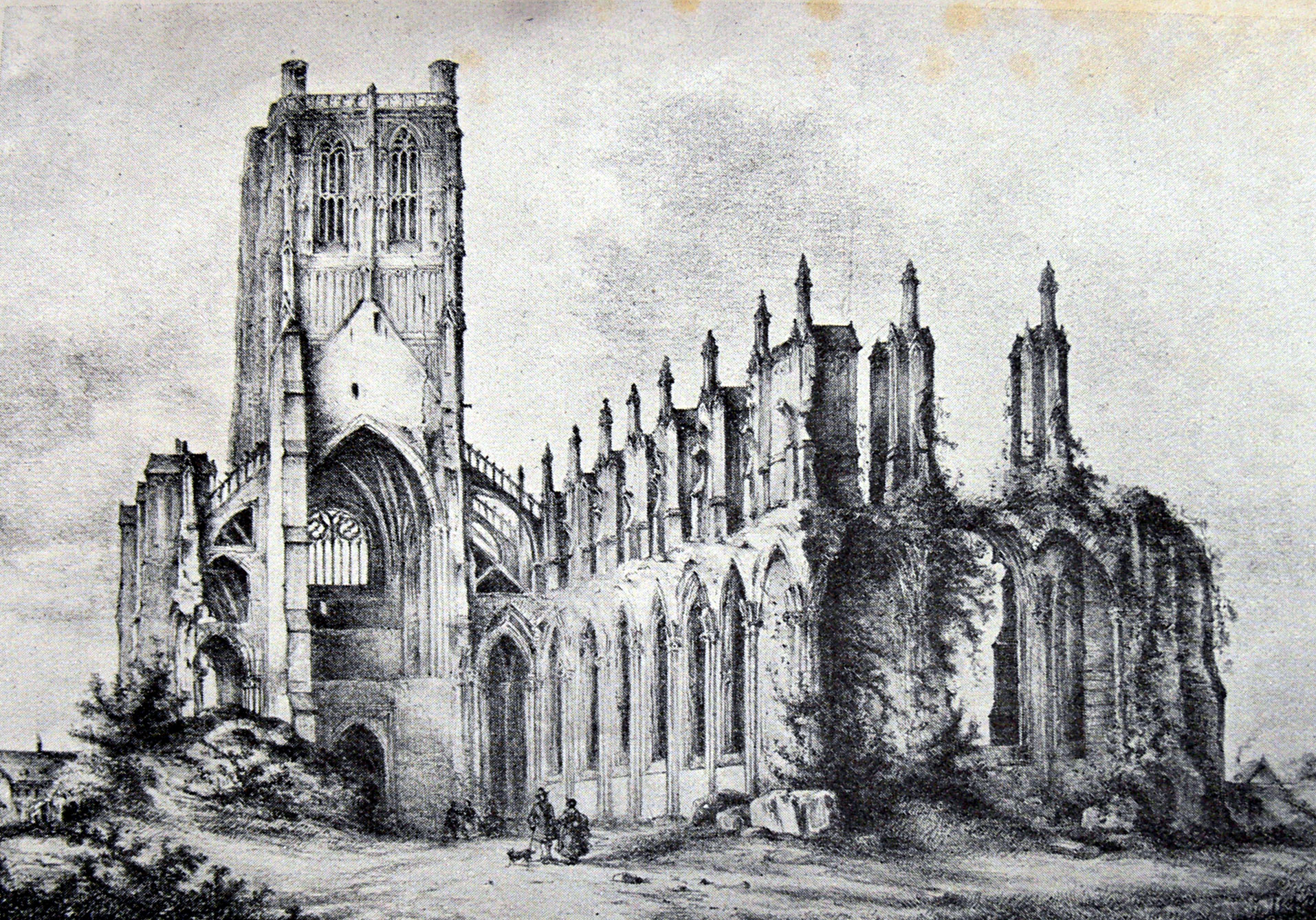
Rovine dell'Abbazia di San Bertino

Sant'Erchembodone la percorse in tutte le direzioni, preoccupato di raccogliere terre per ridistribuirle ai poveri. Senza dubbio furono queste lunghe marce a causargli a lungo andare le difficoltà a camminare dalle quali fu colpito: egli infatti morì quasi paralizzato ed il suo corpo fu inumato nella chiesa originaria, dopo la tomba di sant'Omer (Audemaro), che vi riposava da 72 anni. La piccola chiesa si trasformò, nel corso dei secoli nella imponente cattedrale di Saint'Omer, ove la sua cassa è un punto di raccolta e di devozione per i genitori di bambini ammalati.

## La tomba

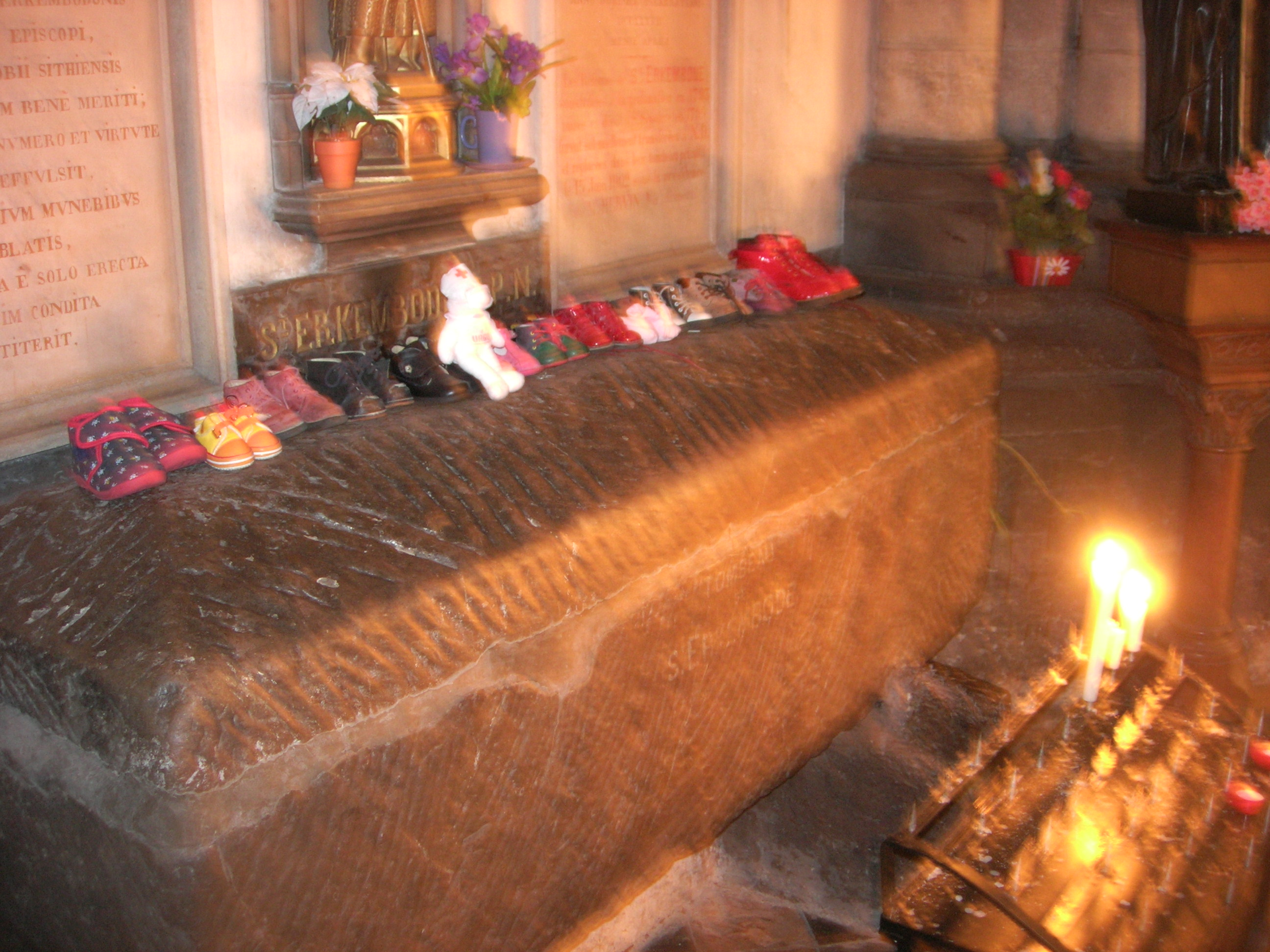
La tomba di Sant'Erchembodone

La tomba di Sant'Erchembodone è un'antichissima cisterna di porfido grigio scuro che un tempo stava al centro della piccola chiesa primitiva ed ora è addossata al coro, nel deambulatorio settentrionale della cattedrale.  Ciò che incuriosisce i visitatori sono le piccole calzature che vi stanno sopra. Dalla morte del santo infatti, i pellegrini che vi giungevano da lontano per pregare sulla sua tomba, vi depositavano le loro scarpe ormai fuori uso quali ex voto attestanti la loro lunga marcia. Oggi sono le scarpe dei bambini che hanno preso il posto di quelle degli adulti di un tempo. Sant'Erchembodone ebbe sempre fama di «santo che fa camminare» ed i genitori, nella speranza di ottenere la guarigione dei figli ammalati, depositano sulla sua tomba piccole calzature.
Esse vengono via via rimosse dai responsabili della cattedrale per far posto a quelle che le rimpiazzeranno. Essendo dunque Sant'Erchembodone il «santo che fa camminare» viene invocato per i sofferenti di depressione nervosa, quale sorta di "paralisi" psicologica, a causa della quale nulla pare funzioni per chi ne soffre.